# Ol' Rag Blues
Ol' Rag blues est une chanson composée par le groupe rock britannique Status Quo en 1983. Elle fait partie de l'album Back to Back.

## Track listing

### 33 tours
1. "Ol' Rag Blues" (Lancaster/Lamb) (2.51)
2. "Stay The Night" (Rossi/Miller/Frost) (3.20)

### 45 tours
1. "Ol' Rag Blues" (Extended remix) (Lancaster/Lamb) (4.50)
2. "Stay The Night" (Rossi/Miller/Frost) (3.20)
3. "Whatever You Want (Live At The N.E.C.)" (Parfitt/Bown) (4.21)

## Charts
| Chart (1983)     | Position |
| ---------------- | -------- |
| UK Singles Chart | 9        |
| Suisse           | 17       |
| Pays-Bas         | 20       |
| Suède            | 18       |
| Allemagne        | 47       |
| Belgique         | 15       |
| Norvège          | 22       |
| Irlande          | 7        |